# Río Garganta
El río Garganta es un afluente del río Guadalaviar por su margen izquierda en la comarca de la Sierra de Albarracín. Desagua la vertiente sudeste de la Sierra del Tremedal atravesando los términos municipales de Noguera de Albarracín y Tramacastilla, donde desemboca en el río Guadalaviar. Su valle hace frontera al sur con la paramera de Villar del Cobo.

## Hidronimia e historia
El hidrónimo Garganta es recurrente en la Sierra de Albarracín para indicar formas del terreno con aspecto de foces (La Garganta en Bronchales). Dos ríos de piedra en Orihuela tienen la palabra garganta en su nombre (barranco de la Garganta y barranco de Garganta-Avellanos). No obstante ya desde la Baja Edad Media la "garganta" más emblemática de esta zona es la que hay en Noguera de Albarracín, que ya se cita en textos medievales. En el "Libro de Pasos" de 1326 se hace mención de unas vías pecuarias entre El Puerto-La Garganta y El Paso-Peña Serrano-Fuente de las Talayas-Cabezuelo de la Garganta, que tiempo después harán parte de la red de cañadas reales, en concreto de la Cañada de la Sierra Alta y la Cañada de las Tejidas.
En un texto del Archivo municipal de Gea de Albarracín de 1486 referido a un habitante de Bronchales y escrito en aragonés local hay una referencia al agua de la Garganta que explotaba un molinero

Item, más dexo a Pedro el molino con su casa et aguas, es a saber, hell agua de la canyada el Saz y la de la Garganta, las quales me vendió el concejo quando le compré el molino.

En un inventario de 1506 escrito en castellano se hace mención a una heredad y casa de La Garganta y que corresponde a la actual Masía de la Garganta de Noguera de Albarracín:

de sus casas e heredat de tierras, hera, pagar e cassa de La Garganta del dicho lugar, con todas sus tierras labradas e por labrar, anssy en el dicho lugar e termino de aquel como en la Garganta,